# فانسان لابان
فانسان لابان (بالفرنسية: Vincent Laban)‏ (9 سبتمبر 1984 بو فرنسا - ) هو لاعب كرة قدم فرنسي، يلعب كلاعب وسط.

## وصلات خارجية
فانسان لابان على موقع الاتحاد الأوربي (الإنجليزية)
- فانسان لابان على موقع قاعدة بيانات كرة القدم.إي يو (الإنجليزية)
- فانسان لابان على موقع ليكيب (الفرنسية)
- فانسان لابان على موقع ناشيونال فوتبول تيمز (الإنجليزية)
- فانسان لابان على موقع Soccerway.com (الإنجليزية)
- فانسان لابان على موقع عالم كرة القدم.نت (الإنجليزية)
- فانسان لابان على موقع AS.com (الإسبانية)